# Damon Runyon
Alfred Damon Runyon (4 de octubre de 1880 - 10 de diciembre de 1946) fue un periodista y escritor de nacionalidad estadounidense.
Fue sobre todo conocido por sus cuentos en homenaje del mundo teatral del circuito de Broadway, en Nueva York, durante la época de la ley seca en los Estados Unidos. Para los neoyorquinos de su generación, un "personaje Damon Runyon" evocaba un característico tipo social procedente del demi monde de Brooklyn o Midtown Manhattan. El adjetivo "Runyonesque" se refiere a este tipo de personaje, así como a las situaciones y diálogos descritos por Runyon. Escribió cuentos humorísticos sobre jugadores (el juego fue un tema común de los trabajos de Runyon, y él mismo fue un notorio jugador), timadores, actores y gánsteres, utilizando para ellos apodos como "Nathan Detroit," "Benny Southstreet," "Big Jule," "Harry the Horse," "Good Time Charley," "Dave the Dude," o "The Seldom Seen Kid." Runyon escribió esas historias en un estilo vernáculo: una mezcla de lenguaje formal y argot colorista, casi siempre en tiempo presente, y siempre desprovisto de contracciones.
El musical Guys and Dolls se basó en dos relatos de Runyon, "The Idyll of Miss Sarah Brown" y "Blood Pressure". El musical también utilizaba personajes y elementos de otras historias de Runyon, sobre todo de "Pick The Winner." El film Little Miss Marker (y su versión Sorrowful Jones) se basó en un cuento del mismo nombre. El episodio 49 de Star Trek: la serie original, "A Piece Of The Action", está también influenciado por Runyon, tanto en vestuario como en diálogos.
Runyon fue también periodista, destacando su artículo para United Press International sobre la inauguración de la Presidencia de Franklin Delano Roosevelt en 1933.

## Biografía
Su nombre completo era Alfred Damon Runyan, y nació en Manhattan (Kansas), en el seno de una familia de periodistas. Su abuelo era un impresor de periódico de Nueva Jersey que había ido a vivir a Manhattan en 1855, y su padre editaba su propio diario en la ciudad. En 1882 el padre de Runyon se vio forzado a vender el periódico, mudándose la familia al oeste y asentándose finalmente en Pueblo (Colorado), en 1887, localidad en la cual Runyon pasó el resto de su juventud. Bajo la tutela de su padre empezó a trabajar en el negocio periodístico, formando parte de varios diarios del área de las Montañas Rocosas.
En 1898 Runyon se alistó en el Ejército de los Estados Unidos para luchar en la Guerra Hispano-Estadounidense, y mientras estaba de servicio fue asignado para escribir en el Manila Freedom y el Soldier's Letter.

### Años en Nueva York
Tras fallar en organizar una liga menor de béisbol en Colorado, Runyon se fue a vivir a Nueva York en 1910. En los siguientes diez años cubrió la información sobre los New York Giants y sobre boxeo profesional para el New York Journal American. En su primera colaboración en Nueva York, el editor del American quitó el nombre propio "Alfred" dejando la firma de Runyon como "Damon Runyon".
Su mejor amigo fue Otto Berman, un contable del crimen organizado, que fue incorporado a varios de los relatos de Runyon con el alias "Regret, the horse player." Cuando Berman murió en un ataque contra su jefe, el gánster Dutch Schultz, Runyon rápidamente asumió el papel de corrector de las noticias erróneas que circularon sobre su amigo, incluyendo una que afirmaba que Berman era uno de los pistoleros de Schultz.
Runyon frecuentemente complementó con poemas las noticias del American sobre boxeo y béisbol, y también escribió numerosos cuentos y ensayos. Durante muchos años, y a partir de 1911, fue columnista de béisbol de Hearst Corporation, y se le atribuye un modo revolucionario de cubrir las noticias de ese deporte. Quizás como confirmación de ello, en 1967 Runyon fue admitido en el ala de escritores del Salón de la Fama del Béisbol, recibiendo el premio J. G. Taylor Spink. También fue miembro del Salón Internacional de la Fama del Boxeo y es conocido por apodar al campeón de los pesos pesados James J. Braddock como "Cinderella Man (Ceniciento)".
Del matrimonio de Runyon con Ellen Egan nacieron dos hijos, Mary y Damon, Jr. La pareja se divorció en 1928, rumoreándose que Runyon mantenía una relación con una chica mexicana a la que había conocido mientras informaba sobre las acciones de Pancho Villa en 1916. Ella se llamaba Patrice Amati del Grande, y pasó a ser la compañera de Runyon tras la separación de éste. Al fallecer Ellen Egan a causa de su alcoholismo, Runyon y Patrice se casaron, permaneciendo juntos hasta 1946 cuando ella dejó a su marido por un hombre más joven. 
Damon Runyon falleció en Nueva York en 1946 a causa de un cáncer de esófago. Tenía 66 años de edad. Sus restos fueron incinerados, y las cenizas esparcidas desde un avión sobre Broadway por el Capitán Eddie Rickenbacker el 18 de diciembre de 1946.

## Su obra y su repercusión en el mundo del espectáculo

### Cine
Numerosas obras de Damon Runyon fueron adaptadas al teatro y a la pantalla. Algunas de las mejores adaptaciones cinematográficas son las siguientes:
- Dama por un día (1933)-Adaptada por Robert Riskin, que sugirió cambiar el título de la obra de Runyon, "Madame La Gimp." El film consiguió nominaciones a los Oscar a la mejor película, mejor director (Frank Capra), major actriz (May Robson), y mejor adaptación a la pantalla (Riskin). Una segunda adaptación se rodó en 1961, Pocketful of Miracles, con Bette Davis en el papel de Annie Manzana; Frank Sinatra grabó la optimista canción del título, aunque su interpretación no se utilizó en la cinta. Fueron nominados al Oscar los compositores Sammy Cahn y Jimmy Van Heusen y el coprotagonista Peter Falk como mejor actor de reparto. En 1989 Jackie Chan adaptó la historia para hacer un film de acción ambientado en Hong Kong titulado Miracles.
- Little Miss Marker (1934)-La película que convirtió en estrella a Shirley Temple. Versiones posteriores fueron Sorrowful Jones (1949, con Bob Hope y Lucille Ball), 40 Pounds of Trouble (1962, con Tony Curtis), y Little Miss Marker (1980, con Walter Matthau, Julie Andrews, Bob Newhart y Tony Curtis).
- The Lemon Drop Kid (1934, con Lee Tracy) – Versionada en 1951 con Bob Hope y William Frawley, presentando la canción navideña "Silver Bells".
- Princess O'Hara (1935, con Jean Parker) - Versionada en 1943 con el título de It Ain't Hay, con Bud Abbott, Lou Costello y Patsy O'Connor.
- Professional Soldier (1935) — una historia de aventuras protagonizada por Victor McLaglen y Freddie Bartholomew
- A Slight Case of Murder (1938), con Edward G. Robinson – Nueva versión en 1953, como Stop, You're Killing Me, protagonizada por Broderick Crawford y Claire Trevor.
- The Big Street (1942) - Henry Fonda, Lucille Ball (adaptación de la historia de Runyon "Little Pinks")
- Butch Minds the Baby (1942) - Broderick Crawford y Shemp Howard
- El jinete loco (1953) - Dean Martin y Jerry Lewis
- Guys and Dolls (1955) - Marlon Brando, Jean Simmons y Frank Sinatra

### Radio
Emitida desde enero a diciembre de 1949, y con reemisiones a lo largo de la década de 1950, The Damon Runyon Theatre dramatizó 52 de los cuentos de Runyon. Producido por Mayfair Productions para redifusión en emisoras locales, John Brown era su presentador y narrador.

### Televisión
Damon Runyon Theatre fue emitido por la CBS-TV desde 1955 a 1956.